# Goniobranchus geometricus
Goniobranchus geometricus is een slakkensoort uit de familie van de Chromodorididae. De wetenschappelijke naam van de soort is voor het eerst geldig gepubliceerd in 1928 door Risbec.